# Wazoo
A Wazoo Frank Zappa 2007 októberében megjelent posztumusz albuma. A dupla kiadványon Zappa "The Mothers of Invention/Hot Rats/Grand Wazoo" nevű, de később "Grand Wazoo" néven ismertté vált felállásának egy teljes koncertje hallható, a felvétel Bostonban készült 1972. szeptember 24-én.

## Az album számai
Minden darab Frank Zappa szerzeménye.
első CD
1. Intro Intros – 3:19
2. The Grand Wazoo (Think It Over) – 17:21
3. Approximate – 13:35
4. Big Swifty – 11:49

második CD
1. "Ulterior Motive" – 3:19
2. The Adventures of Greggery Peccary – (32:37)
  1. Movement I – 4:50
  2. Movement II – 9:07
  3. Movement III – 12:33
  4. Movement IV – The New Brown Clouds – 6:07
3. Penis Dimension – 3:35
4. Variant I Processional March – 3:28

## A Vaulternative kiadványok
Frank Zappa lemezeinek és felvételeinek kiadási jogát Gail Zappa a férje kérésére kérésére a Rykodisc kiadónak adta el, azonban elégedetlen volt a lemezek terjesztésével és gondozásával. Többek között ezért is alapította meg 2002-ben a Vaulternative Records kiadót (Vault= raktár), amelynek célja Zappa teljes hosszúságú koncertjeinek kiadása. Egyes interjúkban Gail Zappa olyan mennyiségű felvételről beszél, hogy akár évente ötöt-hatot is kiadhatnának, a tényleges kiadások ugyanakkor meglehetősen ritkák, közöttük hosszú évek telnek el, az egyes lemezek fülszövegeiben a "megtalált" szalagokról mint valami nem remélt ritkaságokról esik szó.
Az egyes kiadványok egységesen papírtokban jelennek meg, a hátoldalon annak az államnak a térképével, ahol a felvétel készült. Minden kiadványon az adott állam veszélyeztetett állat- és növényfajait felsoroló hosszú lista olvasható. A Wazoo lemez ezen túlmenően még egy külső papírtokot is kapott.
A Vaulternative Records gondozásában eddig megjelent lemezek: FZ:OZ (2002), Wazoo (2007), Buffalo (2007), Joe’s Menage (2008), Philly '76 (2009), Hammersmith Odeon (2010).

## A lemezről

### A Grand Wazoo zenekar és turné
A turnén Zappa először állt színpadra azóta, hogy egy baleset következtében fél évig tolókocsiba kényszerült, miután 1971 decemberében a közönség egy tagja egy londoni koncerten lelökte a színpadról. Nagyratörő célokkal állította össze a zenekarát:
A MOI legkorábbi időszakai (azaz durván 1964) óta nagyon érdekelt egy olyan elektromos zenekar összeállítása, amely képes lenne komplikáltabb darabok előadására, azzal az intenzitással amit normálisan a popzenekarokkal asszociálunk. Az új MOTHERS OF INVENTION/HOT RATS/GRAND WAZOO felállása az első nagy léptékű kísérlet az ilyen elképesztő magaslatokba való feltörésre, amit aztán végig is hurcolunk néhány kontinensen és koncerteket adunk vele.
A repertoár részben az az évben felvett The Grand Wazoo és Waka/Jawaka albumokra épül, elhangzanak ugyanakkor olyan darabok is, amelyek máshol nem, vagy nem ilyen hangszerelésben voltak hallhatóak. Külön kiemelendő a "Greggary Peccary kalandjai" című darab, ami jóval később, csak 1979-ben jelenik meg a Studio Tan albumon (kb. 1974-75-ös felvétel), és amit a maga teljességében (és improvizációkkal gazdagítva) kizárólag ezen a bostoni koncerten adtak elő.

### A Wazoo hanganyaga
Az album jelentősége, hogy erről az 1972-es turnéról 2007-ig semmilyen hangfelvétel nem jelent meg, semmilyen formában. Részlet a fülszövegből:
Ezt a koncertet FZ élőben rögzítette a Boston Music Hall-ban 1972 szeptember 24-én. A sztereó mesterszalagokat Joe Travers digitálisan, Euphonix AM 713 Convertereket használva vitte át FZ Ampex ATR 100 deckjéről Nuendo at 96 K 24 bites rendszerbe 2007 áprilisában. A műsornak eredetileg kicsit más dinamikája volt, mivel élőben a Big Swifty a Greggary Peccary után következett. A CD-lemezek korlátozott hossza miatt megváltoztattuk a sorrendet, így az előadás minden darabja csonkítás nélkül lemezre kerülhetett.
A lemezborítón Christopher Mark Brennan "Mundo Invisible" című festménye látható (olaj, vászon, 60" x 72", 2003). A festmény Salvador Dalí Rabszolgapiac Voltaire eltűnő mellszobrával című festményének paródiája/átértelmezése (olaj, vászon, 46.5" x 65.5") – ez a Dalí festmény látható amúgy Alice Cooper "DaDa" című 1983-as nagylemezének borítóján.

### A zenészek
The Mothers of Invention / Hot Rats / Grand Wazoo:
- Frank Zappa – gitár és parafafogantyús karmesteri pálca
- Tony Duran – slide gitár
- Ian Underwood – zongora, szintetizátor
- Dave Parlato – basszusgitár
- Jerry Kessler – elektromos cselló
- Jim Gordon – dobok
- Mike Altshul – piccolo, bass clarinet and other winds
- Jay Migliori – flute, tenor sax and other winds
- Earl Dulmer – oboe, contrabass sarrusophone and other winds
- Ray Reed – clarinet, tenor sax and other winds
- Charles Owens – soprano sax, alto sax and other winds
- Joann McNab – basoon
- Malcolm McNab – trumpet in D
- Sal Marquez – trumpet in Bb
- Tom Malone – trumpet in Bb, also tuba
- Glen Ferris – trombone and euphonium
- Kenny Shroyer – trombone and baritone horn
- Bruce Fowler – trombone of the upper atmosphere
- Tom Raney – vibrafonés elektromos ütőhangszerek
- Ruth Underwood – marimba és elektromos ütőhangszerek

## Érdekességek
- A lemez vágása/szerkesztése közben annyira ügyeltek az "eredetiségre", hogy az aznapi szalagokon kívül valóban semmi mást nem használtak fel alapanyagként, de abból nem is nagyon vágtak. Ennek köszönhetően a lemez nagyon furcsán indul, Zappa első mondatából csak az utolsó szó utolsó szavának a második fele hallatszik, azaz a lemez így indul: "..fternoon" (az "afternoon"-ból).[2]
- Ugyanebből az okból a záró dal, a Variant I Processional March bevezetése rosszul került a lemezre. A turné többi állomásán (a kalózlemezek tanúsága szerint) mindenhol jól ment ez a rész, itt a dob kiállása után egyes zenészek rosszul lépnek be, a rend csak pár ütem alatt áll helyre. Furcsa ez annak tudatában, hogy Zappa minden koncertjét felvette, tehát lett volna alapanyag a kis korrekcióra.
- A Variant I Processional March később "Regyptian Strut" címmel jelent meg a Sleep Dirt nagylemezen (1974-es felvétel), és elhangzik a Zappa Plays Zappa DVD-n is (2006-os felvétel).
- A Greggary Peccarynak ez, a lemezen hallható Bostoni az egyetlen teljes élő előadása. A turné más városaiban csak részeket játszottak belőle.

## Külső hivatkozások
- Grand Wazoo – Frank Zappa írása a zenekar történetéről és céljáról (magyarul, zappa.hu);
- Malcolm McNab írása – (a Grand Wazoo trombitása), a Wazoo lemez kísérőfüzetében (magyarul, zappa.hu)
- Wazoo – a lemezről minden információ az Information Is Not Knowledge honlapról.
- kritikák – azaz olvasói vélemények a Kill Ugly Radio honlapon.
- Zappa Wazoo – Az album flash-intrója a hivatalos Zappa-honlapon